# Jaimito y compañía
|  | Per a la revista homònima, vegeu Jaimito. |

Jaimito y compañía, o simplement Jaimito, va ser una sèrie d'historietes creada per Palmer per a la seua pròpia col·lecció de quaderns de l'Editorial Valenciana en 1943. Emblema a l'any següent de la revista "Jaimito", va ser continuada per altres dibuixants, entre els quals destaquen Josep Soriano i Izquierdo, Jesús Liceras i sobretot Karpa. Esta és una sèrie d'aventures humorístiques més o menys extenses amb un toc fantàstic, sempre dirigides a un públic infantil.
"Aventuras de Jaimito" va sorgir com una col·lecció de quaderns en 1943, obra de Palmer. A l'any següent, el seu protagonista va encapçalar la revista "Jaimito"; Josep Soriano se'n fa càrrec. A partir de 1952, la sèrie va ser dibuixada també per Jesús Liceras, però sobretot per Karpa, qui la va desenvolupar al costat del guionista Vicente Tortajada. Tots dos van abandonar qualsevol representació crítica de la vida familiar i laboral dels progenitors de Jaimito (com poguera ser habitual als tebeos de l'escola Bruguera) per a centrar-se en la pura aventura infantil.
Jaimito és una sèrie insòlita en el còmic clàssic espanyol, doncs, al contrari que en Zipi i Zape o La terrible Fifí, és l'adult qui pertorba la tranquil·litat dels xiquets. En estes aventures, Don Camorra representa un paper semblant al dels ogres en els contes infantils.

## Argument i personatges
La colla de Jaimito i companyia, dedicada als jocs típics de la seua edat, es compon de:
- El mateix Jaimito, líder de la colla;
- Tejeringo, espigolat i calb,
- Bolita, gros i fartonet, i, en menor mesura,
- Rosquilleta, la xiqueta.

Don Camorra, un adult de barba espessa, dotat d'un Rapè que li atorga poders màgics, sempre està ideant plans per a fer mal a la colla o arruïnar els seus jocs. Com que els seus ardits mai tenen èxit, acaba escaldat al final de cada aventura. Don Camorra, al que els xiquets solen referir-se com "el Barbas" compta amb còmplices. El seu germà Tontilón, que és una rèplica exacta d'ell mateix físicament i, sobretot, el lloro Plumero, que parla a la perfecció i comparteix les seues idees.